# Savus menti csata
A Savus menti csata egy fegyveres összecsapás 388-ban – a polgárháború idején –, I. Theodosius római császár és Magnus Maximus ellencsászár között.

## Előzmények
375-ben Flavius I. Valentinianus nyugatrómai császár halála után annak fia, Gratianus került a trónra. Gratianust keresztény hitben nevelték föl, idegenkedett attól, hogy pontifex maximusi tisztséggel ruházzák fel, mivel visszautasította a pogány szokásokat. Rómában a pogány arisztokraták lázadást szítottak a császár ellen, trónkövetelőként Magnus Clemens Maximust jelölve meg. Rómában ez idő tájt járta az alábbi mondás: „Ha Gratianus nem akar pontifex maximus lenni, akkor majd Maximus lesz a pontifex.” A lázadás közvetlen kiváltó oka volt, hogy Gratianus eltávolította a szenátus épületéből Victoria istennő szobrát, mint pogány jelképet. A lázadást leverte Gratianus, de az igény egy régi, pogány istenekben hívő vezető iránt megmaradt. Britannia tartományba menekült Magnus Maximus, ahol átvéve a légiók feletti uralmat újból támadást intézett Gratianus ellen, aki Galliában tartózkodott. Lyon térségében Magnus Maximus csapatai utolérték a menekülő Gratianust és végeztek vele (383). I. Theodosius keletrómai császár megbékélt a kialakult helyzettel és uralkodótársául fogadta Magnus Maximust. Itáliában II. Valentinianus, Gratianus öccse vette át a hatalmat. Gallia ura, Magnus Maximus 388-ban átkelt az Alpokon és Milánó ellen vonult, mire Valentinianus Theodosiustól kért segítséget. Teodosius megígérte segítségét, azzal a feltétellel, hogy Valentinianus az ariánus kereszténység helyet a katolikus kereszténységét ismeri el.

## A csata
A csatára a Savus (ma Száva) felső folyásánál került sor, közel Emona ókori városhoz, Magnus Maximus oldalán germánok és gallok, I. Theodosius oldalán hunok, gótok és alánok harcoltak. Magnus Maximus vereséget szenvedett és Aquileia irányába menekült, amelynek kapujában üldözői utolérték és meggyilkolták. A város lakói valószínűleg nem engedték be, tartva az üldözők haragjától.